# ترنتون (تنسی)
ترنتون(به انگلیسی: Trenton) شهری در ایالت تنسی کشور ایالات متحده آمریکا است که جمعیت آن در سرشماری سال ۲۰۱۰ میلادی، ۴٬۲۶۴ نفر بوده‌است.